# الحرب المقدونية الأولى
الحرب المقدونية الأولى (214-205 ق م) هي حرب خاضتها روما، متحالفة (بعد 211 ق م) مع الرابطة الأيتولية وأتالوس الأول البرغاموني، ضد فيليب الخامس المقدوني، بالتزامن مع الحرب البونيقية الثانية (218-201 قبل الميلاد) ضد قرطاج. لم تكن هناك نتائج حاسمة، وانتهت الحرب بجمود عسكري.
خلال الحرب، حاولت مقدونيا القديمة السيطرة على أجزاء من إيليريا واليونان، ولكن من دون نجاح. ويعتقد عموما أن هذه المناوشات في الشرق منعت مقدونيا من مساعدة الجنرال حنبعل القرطاجي في حربه مع روما. أنهى "سلام فوينس"، وهي معاهدة أبرمت في فوينس، في 205 ق م هذه الحرب.

## حث ديمتريوس على الحرب ضد روما
منح انشغال روما مع حربها ضد قرطاج الفرصة لفيليب الخامس المقدوني لمحاولة توسيع نطاق سلطته غربا. وفقا للمؤرخ اليوناني القديم بوليبيوس، كان هناك عامل مهم في قرار فيليب للاستفادة من هذه الفرصة هو تأثير ديمتريوس فاروس.
وكان ديمتريوس، بعد الحرب الإيليرية الأولى في 229 ق م، حاكما لساحل إيليريا. ومع ذلك، في 219 ق م، وخلال الحرب الإيليرية الثانية هزم من قبل الرومان وهرب إلى قصر فيليب.
شارك فيليب في حرب مع الأيتوليين، واستفاد من رسالة انتصار حنبعل على الرومان، في بحيرة تراسمانيا في يونيو 217 ق م. أظهر فيليب الرسالة في البداية إلى ديمتريوس فقط. ربما كان يرى هذا فرصة لاستعادة مملكته، نصح ديمتريوس فورا الملك الشاب بصنع السلام مع الأيتوليين، وتحويل اهتمامه نحو إيليريا وإيطاليا. اقتبس بوليبيوس من ديمتريوس قوله:
اليونان بالفعل مطيعا تماما لك، وسوف تظل كذلك: الأشائيين بعاطفة حقيقية. والأيتوليين بالرعب الذي لحق بهم بسبب كوارث الحرب الحالية التي قد أوحت لهم ذلك. إيطاليا، وعبورك إليها، هو الخطوة الأولى لإنشاء إمبراطورية عالمية، والتي لا أحد لديه فكرة عن ذلك أفضل منك. والآن هو الوقت المناسب للتحرك عندما عانى الرومان في الاتجاه المعاكس.
كان فيليب مقتنعا بسهولة.

## عقد فيليب السلام مع أيتوليا

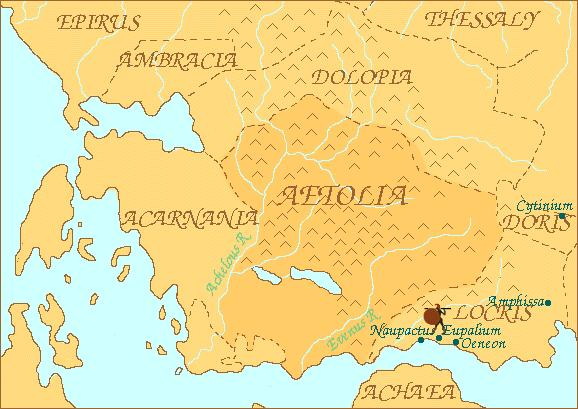
منطقة أيتوليا القديمة، اليونان

بدأ فيليب المفاوضات على الفور مع الأيتوليين. في مؤتمر على الساحل بالقرب من نافباكتوس، التقى فيليب القادة الأيتوليين، وأبرم معاهدة سلام. اقتبس بوليبيوس من خطاب أغيلوس نافباكتوس الأيتولي الذي أيد فيه السلام:
أفضل شيء من ذلك كله هو أنه لا ينبغي على اليونانيين أن يشتركوا في حرب ضد بعضهم البعض، لكن تقدم للآلهة كل الشكر إذا قبل الجميع التحدث بصوت واحد، وأن يتكاثفوا مثل تيار واحد، بفضل هذا، يمكنهم أن يكونوا قادرين على صد هجمات البرابرة وحفظ أنفسهم ومدنهم. ولكن إذا كان هذا مستحيل تماما، علينا على الأقل في المرحلة الحالية أن نكون مجتمعين وعلى أهبة الاستعداد لدينا، عندما نرى تلك الأسلحة الكبيرة التي تأتي بها الحرب في الغرب. لأنه حتى الآن ليس من الواضح أي طرف يجب الوقوف معه، لكن في النهاية، إذا كان القرطاجيون قد هزموا الرومان، أو الرومان هزموا القرطاجيين، فإن كل شيء وارد بخصوص أن يبقى المنتصر مقتنعا بإمبراطورية صقلية وإيطاليا. سوف يتحركون إلى الأمام: وستكمل قواتهم طريقها أبعد مما يمكن أن نرغب فيه. ولهذا السبب، أنا ألتمس منكم جميعا أن يكون حرسكم على أهبة الاستعداد من خطر الأزمة، حتى حرسك أيها الملك. ستفعل هذا، إذا كنت ستتخلى عن سياسة إضعاف الإغريق، وبالتالي جعلها فريسة سهلة للغزاة. وسيكون التشاور على النقيض من ذلك لصالحهم كما نفعل الآن معك، ومنح الحماية لجميع أجزاء اليونان على حد سواء، كجزء لا يتجزأ من المناطق الخاصة بك. إذا كنت تعمل في هذه النطاق، فإن اليونانيين سيكونون عندك أصدقاء مخلصين ومؤمنين بجميع المشاريع الخاصة بك. في حين سيكون الأجانب أقل استعدادا لعمل الخطط ضدك، وسيرون بفزع الولاء الحازم من اليونانيين. إذا كنت حريصا على العمل معهم، حول عينيك إلى الغرب، وادرس أفكارك حول الحروب في إيطاليا. انتظر وتعامل ببرودة مع تطور الأحداث هناك، واغتنم الفرصة من أجل أن تكسب الهيمنة العالمية. ليست الأزمة الحالية مواتية لمثل هذا الحلم. لكنني أطلب منكم تأجيل الخلافات والحروب مع الإغريق إلى وقت آخر والالتزام بالهدوء. وجعل هدفكم الأسمى هو الإبقاء على قوة صنع السلام أو الحرب في أيديكم. وإننا يجب علينا أن نصلي للسماء لتمنح -لنا فقط- هذه القوة لصنع الحرب أو السلام مع بعضنا البعض بإرادتنا وبكل سرور، وتسوية النزاعات الخاصة بنا.